# Sère-en-Lavedan
Sère-en-Lavedan ist eine französische Gemeinde mit 83 Einwohnern (Stand 1. Januar 2022) im Département Hautes-Pyrénées in der Region Okzitanien (vor 2016: Midi-Pyrénées). Sie gehört zum Arrondissement Argelès-Gazost und zum Kanton La Vallée des Gaves.

## Geographie
Sère-en-Lavedan liegt circa zehn Kilometer südöstlich von Lourdes in der historischen Provinz Bigorre am westlichen Rand des Départements. An der nördlichen Gemeindegrenze verläuft das Flüsschen Bergons.
Umgeben wird Sère-en-Lavedan von den drei Nachbargemeinden:
| Salles |                                             |        |
|        | Kompassrose, die auf Nachbargemeinden zeigt | Ouzous |
|        | Gez                                         |        |

## Einwohnerentwicklung
Nach Beginn der Aufzeichnungen stieg die Einwohnerzahl bis zur Mitte des 19. Jahrhunderts auf einen Höchststand von rund 230. In der Folgezeit sank die Größe der Gemeinde bei kurzen Erholungsphasen bis zu den 1980er Jahren auf einen Tiefststand von rund 55 Einwohnern, bevor eine kurze Wachstumsphase sie auf ein Niveau von rund 70 Einwohner hob.
| Jahr      | 1962 | 1968 | 1975 | 1982 | 1990 | 1999 | 2006 | 2011 | 2022 |
| --------- | ---- | ---- | ---- | ---- | ---- | ---- | ---- | ---- | ---- |
| Einwohner | 66   | 63   | 58   | 56   | 56   | 75   | 73   | 69   | 83   |

## Sehenswürdigkeiten

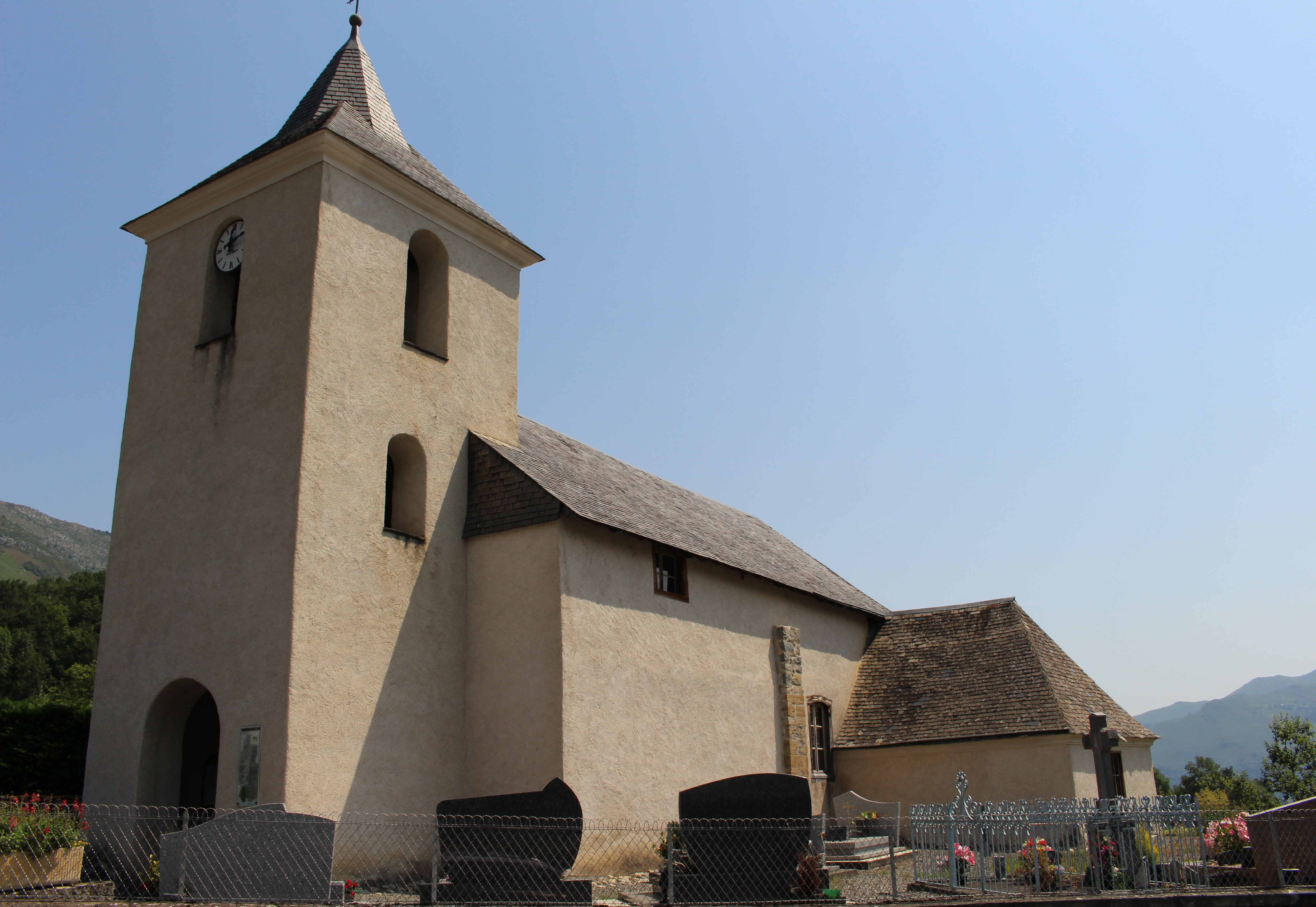
Pfarrkirche Saint-Blaise
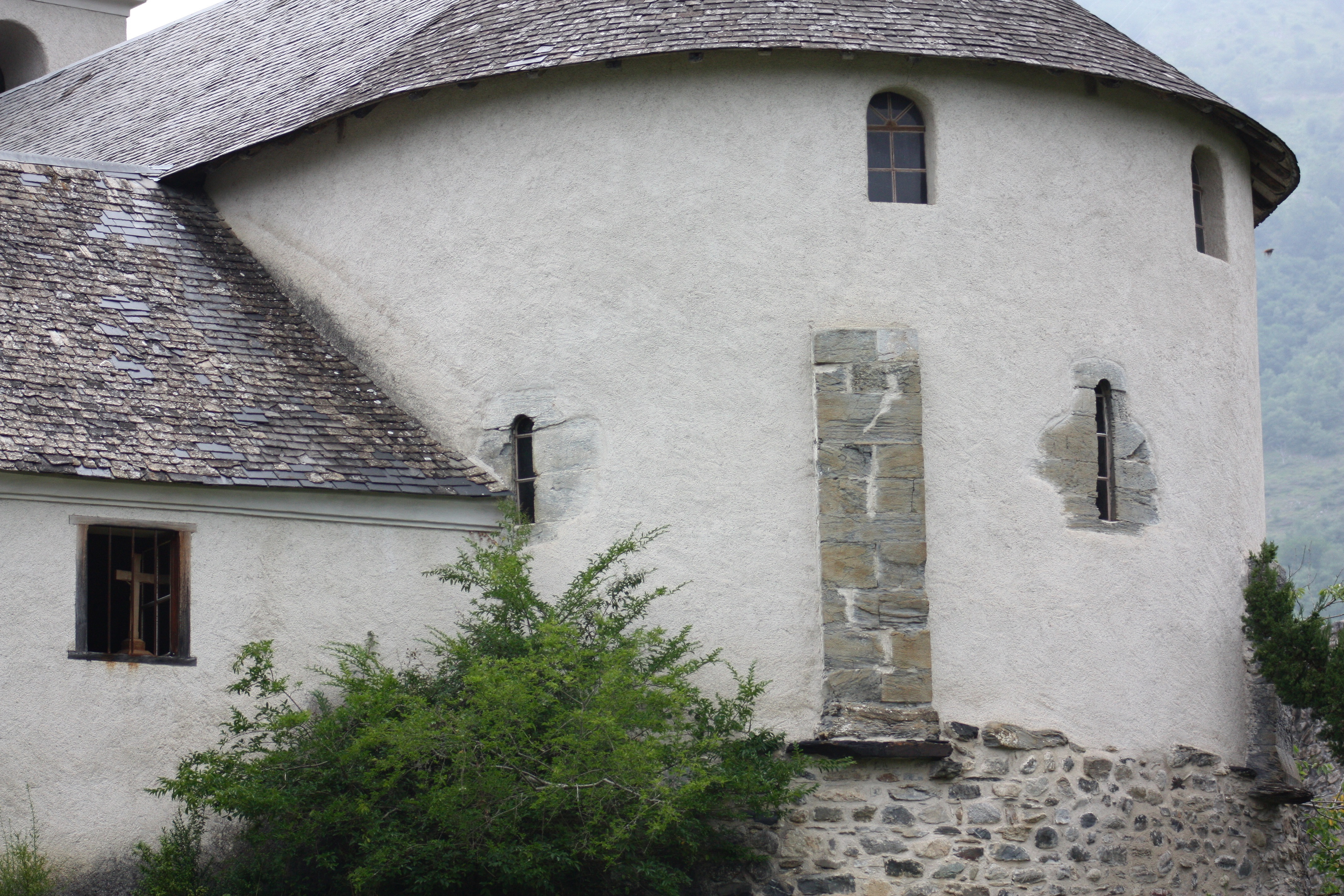
Apsis
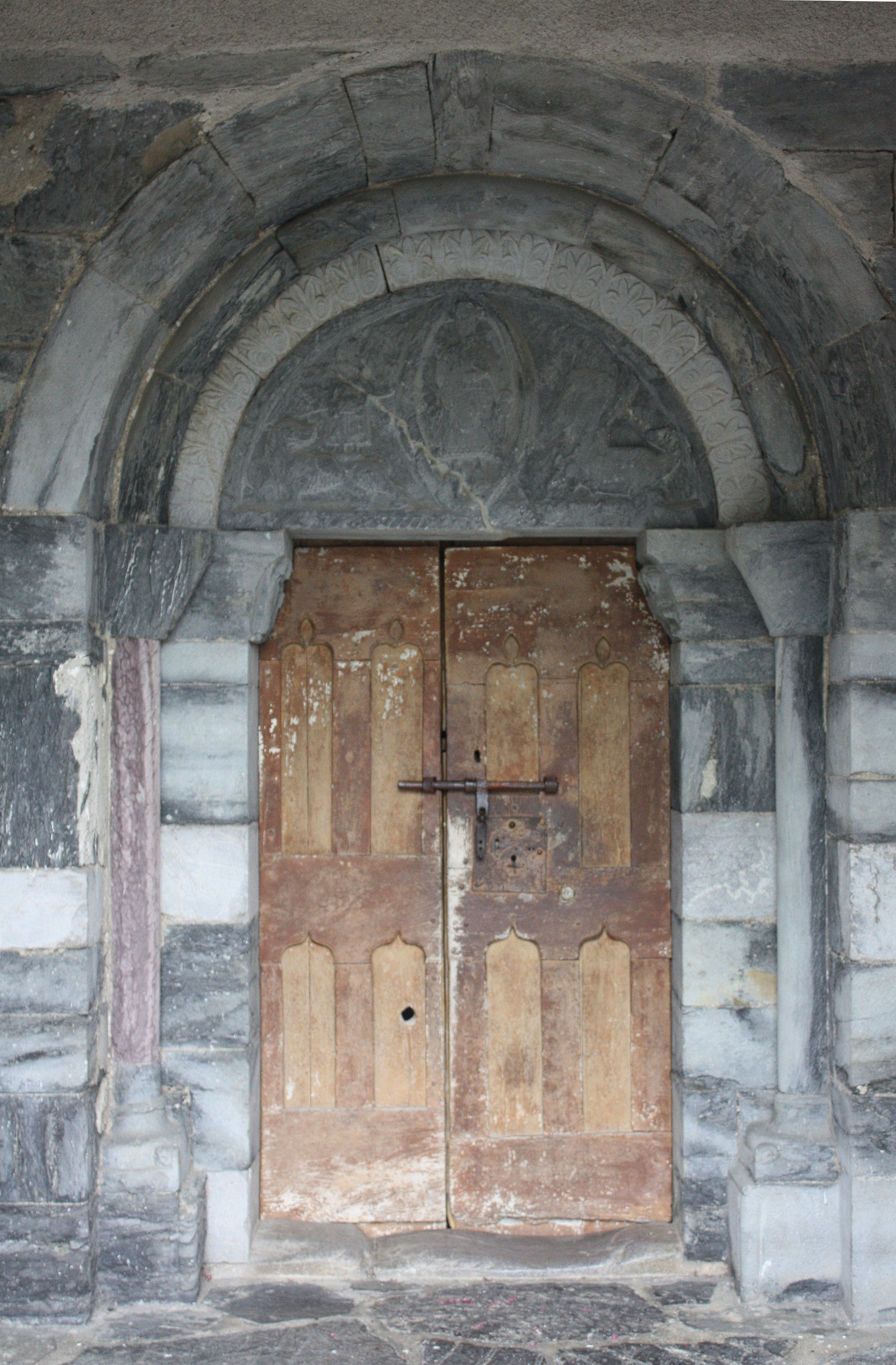
Eingangsportal
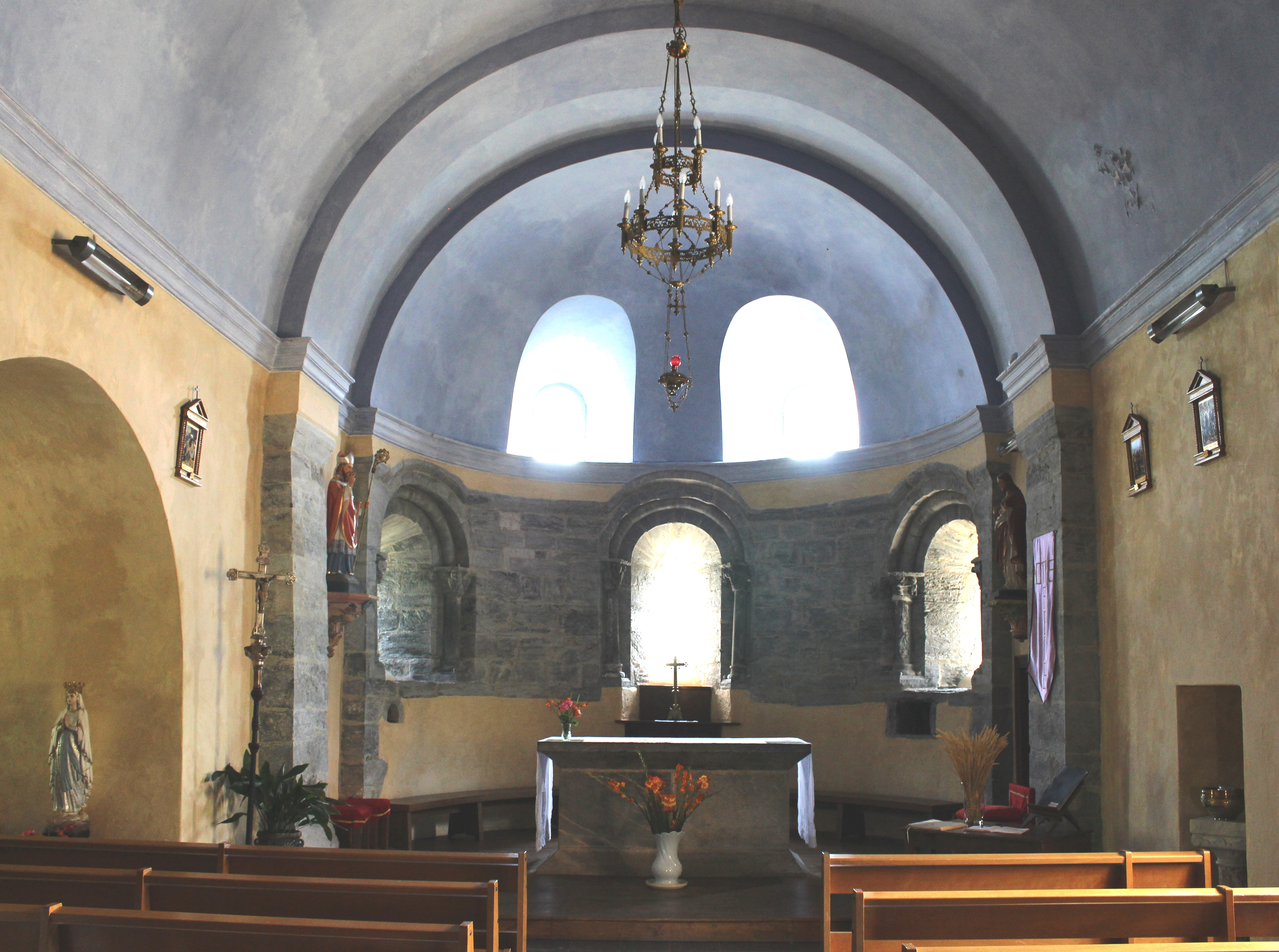
Blick auf den Chor

- Pfarrkirche Saint-Blaise
- Apsis
- Eingangsportal
- Blick auf den Chor

## Wirtschaft und Infrastruktur

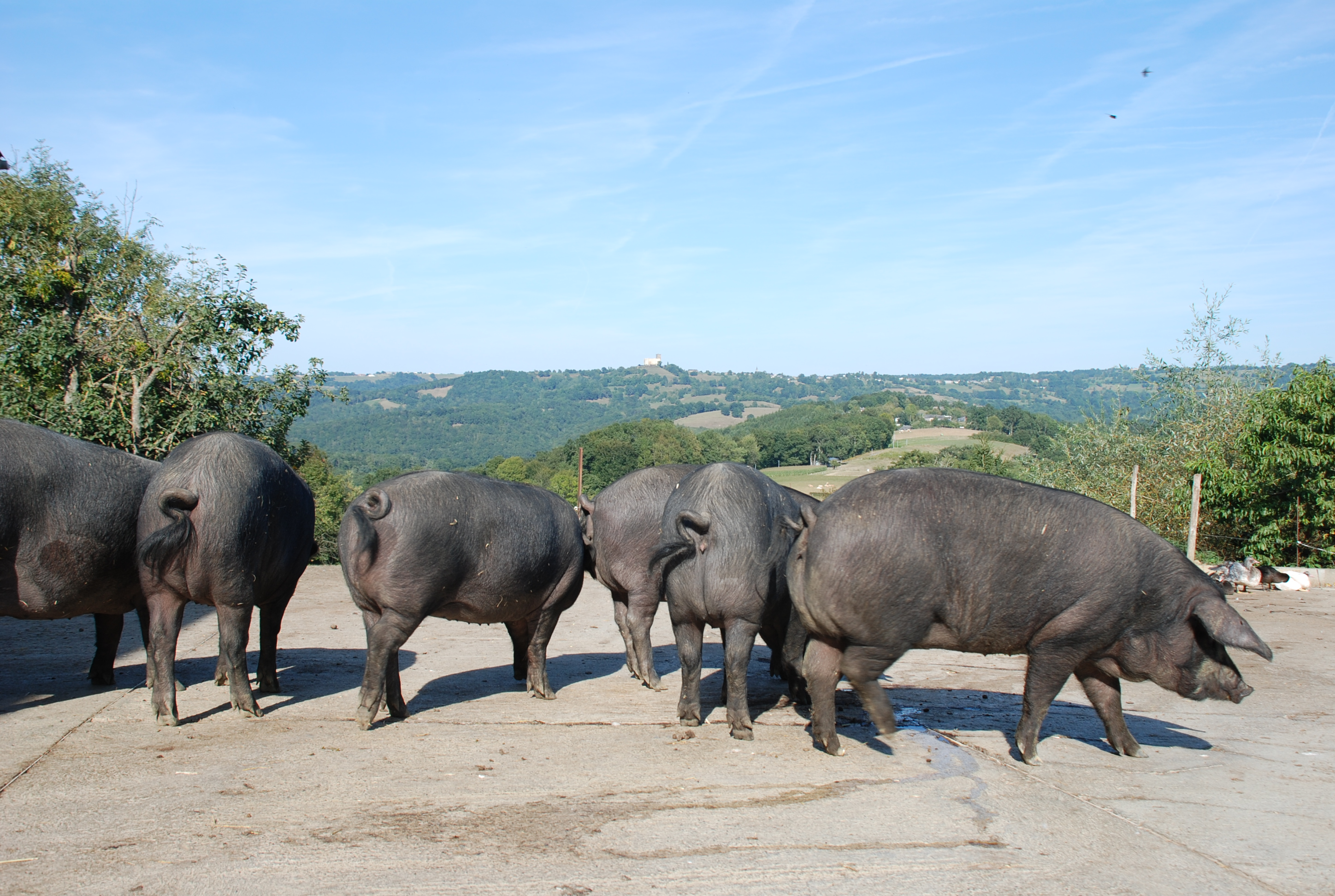
Porcs Noirs de Bigorre

Sère-en-Lavedan liegt in den Zonen AOC der Schweinerasse Porc noir de Bigorre und des Schinkens Jambon noir de Bigorre.

### Verkehr
Sère-en-Lavedan wird von der Route départementale 102 durchquert.